# Империал (гостиница, Владикавказ)
«Империал» (до 1920-х годов — гостиница «Империал», в 1920-х годах — гостиница «Палас», до 1991 года — гостиница «Интури́ст») — 3-звёздочная, историческая гостиница во Владикавказе. Адрес — проспект Мира, 19. Построена в конце XIX века, предпринимателем Панайотом Марандовым. Памятник архитектуры XIX века, охраняется государством. Входит в состав гостиничной компании «Интурист-Осетия».
По проспекту Мира соседствует с домом № 17 (объект культурного наследия) и домом № 21 (объект культурного наследия).

## История
Предприниматель Панайот Марандов строил здание как гостиницу, однако по неизвестным причинам его планам не было суждено сбыться. Недостроенная гостиница сдавалась в аренду братьям Андреевым, потом — Б. И. Римкевичу. Позже здание арендовал и использовал как фешенебельную гостиницу Михаил Кереселидзе, который позднее стал её владельцем.
Гостиница открылась в 1899 году. С 1914 года при гостинице действовал сад-ресторан.
Несмотря на то, что в начале XX века во Владикавказе уже существовало 16 гостиниц, «Империал» являлся самой крупной и комфортабельной гостиницей города. Постояльцев размещали на втором и третьем этажах, а нижний целиком был занят рестораном Сан-Ремо, в котором работали бильярд, симфонический оркестр, театр Варьете. В программах использовались электронная музыка и световые эффекты, так же за дополнительную плату постояльцы имели возможность совершать экскурсии на автомобиле. Много лет памятник архитектуры переходил из рук в руки, ходили слухи что в какие-то годы в здании действовало казино.
После Октябрьской революции в здании гостиницы было национализировано. Некоторое время в нём располагался Народный комиссариат внутренних дел Горской АССР. Позже в здании опять разместилась гостиница под названием «Палас». Вплоть до 1991 года гостиница была самой престижной гостиницей города Орджоникидзе и называлась «Интурист». В ней размещались высокопоставленные лица, иностранные делегации. В 1991 году гостинице вернули историческое название.

## Архитектура
Фасад выделяет большое количество лепного декора, великолепные решетки, выполненные местными купцами. Эстетичность, вместе с функциональностью, естественные линии вместо острых углов, использование металла и стекла, в архитектуре легко угадывается стиль модерн.
В начале XIX века были представлены альбомы типовые фасады длинной 16-18 метров это немецкое издание разработало и много таких элементов, повторяются лепные декоры, кирпичная кладка уникальная в те годы, во Владикавказе сформировался профессиональный отряд кирпичного дела мастеров. Очень тонкая и сложная работа архитектуры.